# Socopó
Socopó – miasto w Wenezueli, w stanie Barinas, siedziba gminy Antonio José de Sucre.
Według danych szacunkowych na rok 2015 liczy 50 600 mieszkańców.